# Величко, Сергей Вадимович
Серге́й Вади́мович Вели́чко (30 января 1866, Москва — 1947) — русский офицер и общественный деятель, член IV Государственной думы от Полтавской губернии.

## Биография

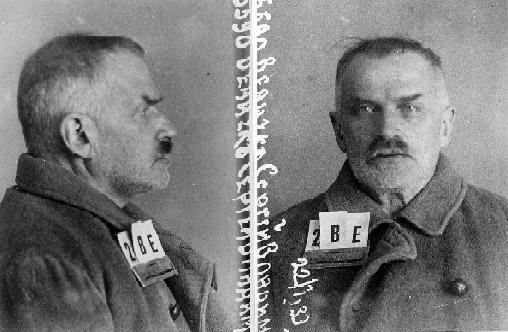
Снимок после ареста в 1933 году.

Православный. Из потомственных дворян Московской губернии. Землевладелец Лубенского уезда Полтавской губернии (340 десятин).
Старший сын московского нотариуса Вадима Кирилловича Величко и Клавдии Ивановны Живаго, брат Валериана Величко. В Москве семья жила в доме 16 по Большому Спасскому переулку, ранее принадлежавшем известному театральному актеру М. С. Щепкину.
В 1891 году окончил физико-математический факультет Московского университета и поступил на службу в лейб-гвардии Кирасирский Её Величества полк на правах вольноопределяющегося 1-го разряда.
В следующем году выдержал офицерский экзамен при 1-м военном Павловском училище по 1-му разряду, был произведен в эстандарт-юнкеры, а затем корнеты (1892). В 1895—1896 годах прослушал курс лекций в Николаевской академии Генерального штаба, был произведен в прапорщики.
В 1897 году вышел в запас по гвардейской кавалерии и поселился в своем имении Полтавской губернии. Служил земским начальником 4-го участка Лубенского уезда. Избирался почетным мировым судьей по Лубенскому уезду (с 1898), гласным уездного и губернского земских собраний, председателем Лубенской уездной земской управы (с 1902). Состоял попечителем Лубенской сельскохозяйственной школы. В 1909—1912 годах был непременным членом Полтавского губернского присутствия, где заведывал судебным отделением. Дослужился до чина коллежского советника.
В 1912 году был избран членом Государственной думы от Полтавской губернии. Входил во фракцию октябристов, после её раскола — в группу земцев-октябристов. Также входил в Прогрессивный блок. Состоял секретарем комиссии по рабочему вопросу (со 2 декабря 1916), а также членом комиссий: по Наказу, земельной, по делам православной церкви, по вероисповедным вопросам, по военным и морским делам, по местному самоуправлению.
В августе 1915 года выезжал в действующую армию. После Февральской революции выполнял поручения Временного комитета Государственной думы, с 1 апреля 1917 года был комиссаром ВКГД и Временного правительства по Дому призрения душевнобольных императора Александра III.
После революции жил в своем бывшем доме в Большом Каретном. Служил агентом по разбору претензий в отделе сборов НКПС, затем подрабатывал переводчиком.
14 февраля 1933 года был арестован, проходил по групповому делу священника Д. Ф. Ярре, священника Н. Н. Соколова и других. Содержался в Бутырской тюрьме. Обвинялся в «систематической а/c агитации» по статье 58-10 УК РСФСР. 2 апреля 1933 года, по приговору Особого совещания при Коллегии ОГПУ СССР, был освобожден из-под стражи.
Умер в 1947 году. На 1912 год был холост.